# Euó (tabu)
Euó (em iorubá: Ewó), quizila (kizila) ou quijila (kijila) são regras de conduta do candomblé e da religião iorubá. São exigidos pelos orixás na feitura de santo e na iniciação em Orumilá, determinando o que um elegum (iniciado no candomblé) não pode comer ou fazer, durante um curto ou longo período da sua vida. Na iniciação em Ifá, as proibições são até a morte, para não cometer os mesmos erros que te levaram à morte na vida passada. As interdições são proclamadas pelo babalorixá ou ialorixá, depois de fazer a leitura no merindilogum logo após os rituais de panã e urupim. Transgredir o euó é interpretado por toda a comunidade como uma afronta aos orixás e passível de punição, que pode variar desde a exigência de uma pequena oferenda de comida ritual até a oferenda de um animal de quatro patas.

## Etimologia
Euó é uma palavra iorubá que significa, literalmente, tabus. "Quizila" procede do termo quimbundo kijila, que significa "regra, preceito, mandamento".

## Euó universais
São quizilas comuns a todos os terreiros de candomblé: não comer caranguejo, peixe-de-pele, cajá, jaca, berinjela, alguns tipos de marisco, raia-pintada.

## Euó comportamentais
Deve-se receber qualquer objeto ou alimento com as duas mãos, alimentar-se com a cabeça descoberta, não passar por baixo de arame farpado, não andar nas ruas ou sair da casa de candomblé nos horários de meio-dia, meia-noite ou às 18 horas.

## Quizilas deiaô
- Não tomar banho de mar.
- Não entrar em cemitério.
- Não dormir com os pés para porta da rua.
- Não tomar bebida alcoólica.
- Não usar roupas pretas, roxas e vermelhas.
- Não comer restos de outro.
- Não deixar passar a mão na cabeça.
- Não deixar os sapatos emborcados.
- Não dormir de barriga pra cima.
- Não usar roupas rasgadas ou remendadas.
- Não terminar o que o outro começou.
- Não atravessar encruzilhadas.
- Não ficar de costas para o fogo.
- Não sentar em entrada de casa
- não ficar de costas para porta ou janela.

Um dos piores euós, abominável por todos do candomblé, é a quebra do carô (juramento feito diante do obi).